# Liste der Naturdenkmale in der Samtgemeinde Bothel
Die Liste der Naturdenkmale in der Samtgemeinde Bothel nennt die Naturdenkmale in der Samtgemeinde Bothel im Landkreis Rotenburg (Wümme) in Niedersachsen.

## Brockel
Seit dem Mai 2019 gibt es in der Gemeinde Brockel diese Naturdenkmale.
| Bild | Bezeichnung                         | Ort, Lage                                | Beschreibung                                                          | Schutzzweck | Nummer |
| ---- | ----------------------------------- | ---------------------------------------- | --------------------------------------------------------------------- | ----------- | ------ |
| BW   | „Kandelaberkiefer“ im Forst Trochel | Brockel (53° 5′ 22,6″ N, 9° 32′ 32,1″ O) | Dreistämmige säulenförmige Wald-Kiefer mit einer Höhe von ca. 25 m.   |             | 1      |
| BW   | Kugeleiche bei Bothel               | Brockel (53° 3′ 54,8″ N, 9° 29′ 5,2″ O)  | Kugelförmig entwickelte Stiel-Eiche.                                  |             | 67     |
| BW   | Stiel-Eiche bei Brockel             | Brockel (53° 6′ 43,6″ N, 9° 32′ 49,1″ O) | Halbkugelförmig gewachsene Stiel-Eiche mit einer Höhe von knapp 30 m. |             | 88     |

## Hemsbünde
Seit dem Mai 2019 gibt es in der Gemeinde Hemsbünde diese Naturdenkmale.

| Bild | Bezeichnung       | Ort, Lage                                       | Beschreibung                                                                       | Schutzzweck | Nummer |
| ---- | ----------------- | ----------------------------------------------- | ---------------------------------------------------------------------------------- | ----------- | ------ |
| BW   | Hofeiche in Worth | Hemsbünde Worth (53° 5′ 13,2″ N, 9° 27′ 6,8″ O) | Ausgehöhlte Stammruine einer über 400-jährigen Stiel-Eiche mit einem lebenden Ast. |             | 3      |

## Hemslingen
Seit dem 1. März 2022 gibt es in der Gemeinde Hemslingen diese Naturdenkmale.

| Bild            | Bezeichnung                       | Ort, Lage                                   | Beschreibung | Schutzzweck | Nummer |
| --------------- | --------------------------------- | ------------------------------------------- | --- | ----------- | ------ |
| Fotos hochladen | Stiel-Eichen-Allee bei Hemslingen | Hemslingen (53° 6′ 14,8″ N, 9° 36′ 0″ O)    | Ca. 500 m lange Allee aus mittelalten und alten Eichen, bei denen die älteren Exemplare über die Straße hinweg einen Ringschluss bilden. Die Allee ist aufgrund ihres Alters und ihrer Schönheit, die sich durch einen hohen Grad an Homogenität einstellt, schützenswert. Die Allee befindet sich an der L131, sie beginnt, aus Hemslingen kommend, ca. 140 m hinter dem Trochelbach und endet ca. 260 m vor dem Beginn des NSG Hemslinger Moor. |             | 010    |
| BW              | Stiel-Eiche bei Hemslingen        | Hemslingen (53° 4′ 51,6″ N, 9° 34′ 51,5″ O) | Dreistämmige Stiel-Eiche mit einer halbkugelförmigen Krone. |             | 97     |

## Kirchwalsede
Seit dem 1. März 2022 gibt es in der Gemeinde Kirchwalsede diese Naturdenkmale.

| Bild | Bezeichnung                                      | Ort, Lage                                                            | Beschreibung | Schutzzweck | Nummer |
| ---- | ------------------------------------------------ | -------------------------------------------------------------------- | --- | ----------- | ------ |
| BW   | Alte Stiel-Eichen-Allee östlich von Kirchwalsede | Kirchwalsede (53° 0′ 58,5″ N, 9° 24′ 38,1″ O)                        | Die ca. 1,3 km lange Allee weist keine erkennbare Ordnung der Bäume auf, die alten Exemplare bilden einen Kronenschluss, es gibt junge und mittelalte Nachpflanzungen. Die Allee ist aufgrund ihres überwiegend hohen Alters und ihrer ortsbildprägenden Wirkung schützenswert. Außerdem stellt sie einen linienhaften Biotopverbund zwischen Lebensräumen innerhalb der Ortschaft Kirchwalsede und des Waldgebietes „Buhlen“ im Osten dar. Die Allee befindet sich an der K 205, sie beginnt kurz vor dem östlichen Ortsausgang von Kirchwalsede und endet beim Federlohmühlenbach. |             | 004    |
| BW   | Hänge-Birken-Allee Wester-Kirchwalsede           | Westerwalsede und Kirchwalsede (53° 1′ 35,2″ N, 9° 22′ 47,4″ O)      | Ca. 1,3 km lange Allee überwiegend bestehend aus Hänge-Birken mit einem Stammumfang von 0,5 m bis 1,5 m, deren Kronen gerade so einen Ringschluss bilden. Die Birken-Allee ist aufgrund ihrer Schönheit als prägender Bestandteil des Landschaftsbildes und wegen ihrer landeskundlichen Bedeutung (Birken prägen diesen moorigen Naturraum) schützenswert. Die Allee befindet sich an der K 205, sie beginnt etwa 130 m hinter dem Kreisel am Ortsausgang von Westerwalsede und endet ca. 100 m vor dem Ortseingang nach Kirchwalsede.                                              |             | 009    |
| BW   | Drei Hofeichen in Riekenbostel                   | Kirchwalsede Riekenbostel Am Höllen (53° 2′ 19,8″ N, 9° 27′ 17,1″ O) | Drei sehr alte Hofbäume (Stiel-Eichen), einer mit einem Stammdurchmesser von 1,80 m. |             | 93     |

## Westerwalsede
Seit dem 1. März 2022 gibt es in der Gemeinde Westerwalsede diese Naturdenkmale.

| Bild | Bezeichnung                                              | Ort, Lage                                                       | Beschreibung | Schutzzweck | Nummer |
| ---- | -------------------------------------------------------- | --------------------------------------------------------------- | --- | ----------- | ------ |
| BW   | Alte Stiel-Eichen-Allee Westerwalsede bis „Auf dem Adel“ | Westerwalsede (53° 2′ 28″ N, 9° 21′ 54″ O)                      | Gute 2 km lange Allee mit zum Teil sehr alten Eichen, die einen schönen Kronenschluss aufweisen. In Lücken von abgegangenen Altbäumen sind mittelalte bis junge Nachpflanzungen vorhanden, die die Allee für nächste Generationen erhalten werden. Diese auf weite Strecken gut erhaltene Allee ist aufgrund ihrer Seltenheit, bezogen auf ihr überwiegend hohes Alter, ihre Länge und ihren Gesamteindruck sowie ihrer Wirkung auf das Landschaftsbild schützenswert. Die Allee befindet sich an der K 205, sie beginnt auf Höhe des Grundstücks „Auf dem Adel“ Nr. 4 und zweigt am Ortseingang auf die „Dorfstraße“ ab, wo sie auf Höhe der „Dorfstraße“ Nr. 16 endet. |             | 003    |
| BW   | Zwei Wanderblöcke bei Westerwalsede                      | Westerwalsede (53° 2′ 7,3″ N, 9° 20′ 21,1″ O)                   | Ein Findling ist 1,05 m hoch und 1,70 × 1 m breit. Der zweite Findling liegt bündig im Boden. |             | 6      |
| BW   | Hänge-Birken-Allee Wester-Kirchwalsede                   | Westerwalsede und Kirchwalsede (53° 1′ 35,2″ N, 9° 22′ 47,4″ O) | Ca. 1,3 km lange Allee überwiegend bestehend aus Hänge-Birken mit einem Stammumfang von 0,5 m bis 1,5 m, deren Kronen gerade so einen Ringschluss bilden. Die Birken-Allee ist aufgrund ihrer Schönheit als prägender Bestandteil des Landschaftsbildes und wegen ihrer landeskundlichen Bedeutung (Birken prägen diesen moorigen Naturraum) schützenswert. Die Allee befindet sich an der K 205, sie beginnt etwa 130 m hinter dem Kreisel am Ortsausgang von Westerwalsede und endet ca. 100 m vor dem Ortseingang nach Kirchwalsede. |             | 009    |

## Hinweis
Im Jahr 2019 wurden die Verordnungen über zahlreiche Naturdenkmale im Landkreis aufgehoben.